# ألمانيا الغربية

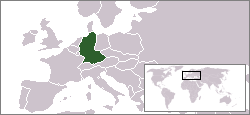
موقع ألمانيا الغربية سابقاً

جمهورية ألمانيا الاتحادية (بالألمانية: Bundesrepublik Deutschland) أو ألمانيا الغربية (بالألمانية: Westdeutschland)‏ هي دولة أُنشئت في 23 مايو عام 1949، وانتهت بإعادة توحيد ألمانيا في 3 أكتوبر 1990. كان الجزء الغربي من ألمانيا تابعًا للكتلة الغربية خلال الحرب الباردة. أُسست جمهورية ألمانيا الاتحادية في وقت احتلال الحلفاء لألمانيا عقب الحرب العالمية الثانية، وهي مكونة من إحدى عشرة ولاية تابعة لمناطق الحلفاء الثلاثة التي احتلتها الولايات المتحدة والمملكة المتحدة وفرنسا. اتخذت ألمانيا الغربية مدينة بون عاصمة لها.
انقسمت أوروبا في مطلع الحرب الباردة إلى كتلة غربية وكتلة شرقية. قُسمت ألمانيا إلى دولتين ومقاطعتين ذات طبيعة خاصة: محمية سار، وبرلين. في البداية ادعت جمهورية ألمانيا الاتحادية أحقيتها بتفويض حصري لألمانيا بأكملها، واعتبرت نفسها الامتداد الوحيد المُنتخب ديمقراطيًا للرايخ الألماني في الفترة 1871–1945. زعمت ألمانيا الغربية أن جمهورية ألمانيا الديمقراطية (التي يُشار إليها عادةً بألمانيا الشرقية) هي دولة دمية قائمة على أساس غير قانوني. رغم أن ألمانيا الشرقية كانت تعقد انتخابات عامة بشكل منتظم، لم تكن تلك الانتخابات حرة أو عادلة، واعتبرتها ألمانيا الغربية انتخابات غير شرعية.
اتحدت ولايات جنوب غرب ألمانيا الثلاثة التابعة لألمانيا الغربية لتشكيل ولاية بادن-فورتمبيرغ في عام 1952، وانضمت محمية سار إلى ألمانيا الغربية في عام 1957. اعتُبرت ولاية برلين الغربية الولاية الحادية عشرة بحكم الأمر الواقع إلى جانب الولايات العشرة الأخرى. رغم أن برلين لم تكن جزءًا من جمهورية ألمانيا الاتحادية بحكم أنها كانت تحت سيطرة مجلس مراقبة الحلفاء، إلا أن برلين الغربية كانت مؤيدة لألمانيا الغربية سياسيًا، وكانت مُمثلة في مؤسساتها الفدرالية بصفة مباشرة أو غير مباشرة. ترسخ النفوذ القوي الذي تتمتع به ألمانيا في الوقت الحاضر بفضل المعجزة الاقتصادية الألمانية التي وقعت في الخمسينيات (بالألمانية: Wirtschaftswunder) عندما أفاقت ألمانيا الغربية من الدمار الهائل الذي حل بها في الحرب العالمية الثانية حتى أصبحت ثالث أكبر قوة اقتصادية في العالم. سعى المستشار الأول لألمانيا الغربية، كونراد أديناور الذي بقي في منصبه حتى عام 1963، إلى الانضمام إلى حلف الناتو عوضًا عن أخذ موقف حيادي من الصراع القائم بين القوى الغربية والقوى الشرقية. لم ينجح أديناور في إدخال ألمانيا لحلف الناتو فحسب، بل أيد كذلك سلسلة من الاتفاقيات التي آلت في الوقت الحاضر إلى تأسيس الاتحاد الأوروبي. انضمت ألمانيا الغربية إلى مجموعة الدول الصناعية الست فور تأسيسها في عام 1975.
ظهرت حركة قوية لإعادة توحيد ألمانيا عقب انهيار الشيوعية في أوروبا الشرقية والوسطى عام 1989 الذي تجسد في سقوط جدار برلين. صوّتت ألمانيا الشرقية لصالح الانضمام لجمهورية ألمانيا الاتحادية في عام 1990. أُعيد تشكيل ولايات ألمانيا الخمسة ما بعد الحرب عقب توحيد مدينة برلين، ما أدى إلى فقدان برلين لوضعها الخاص وتأسيس ولاية جديدة. انضمت ألمانيا الشرقية لجمهورية ألمانيا الاتحادية بصفة رسمية في 3 أكتوبر 1990، ما أدى إلى زيادة عدد الولايات من عشرة ولايات إلى ست عشرة ولاية، وإعادة توحيد ألمانيا بعد أن كانت منقسمة. لم تؤدِّ إعادة الاتحاد إلى تشكيل دولة جديدة بحكم أن ألمانيا الغربية اتسعت لتشمل ولايات دولة ألمانيا الشرقية التي لم تعد موجودة. احتفظت دولة ألمانيا الجديدة بثقافتها السياسية وحافظت على عضويتها في المنظمات الدولية وميولها الغربية وانتمائها للتحالفات الغربية مثل الأمم المتحدة، وحلف الناتو، ومنظمة التعاون الاقتصادي والتنمية، والاتحاد الأوروبي.

## تاريخ
عقد قادة الولايات المتحدة، والمملكة المتحدة، والاتحاد السوفيتي مؤتمر يالطا في 4-11 فبراير 1945 لمناقشة الترتيبات الخاصة بأوروبا ما بعد الحرب وخطة الحلفاء لمواجهة اليابان في حرب المحيط الهادئ. اتبعت ألمانيا النازية سياسة استعادة الأراضي التي خسرتها ألمانيا بموجب معاهدة فيرساي خلال ثلاثينيات القرن العشرين، وضم الأراضي التي احتلها الشعب الألماني إلى الرايخ الألماني. ولذا اتفق الحلفاء على إعادة ترسيم الحدود الألمانية وفقًا لحدود 31 ديسمبر 1937؛ وبذلك خسرت ألمانيا جميع الأراضي التي احتلتها اعتبارًا من عام 1937. لاحقًا أكدت ألمانيا الغربية على التزامها بتلك الحدود حتى سبعينيات القرن العشرين بصفتها الحدود المُتفق عليها في القانون الدولي. ورغم ذلك اتفق الحلفاء فيما بينهم على ضرورة ترك بروسيا وسيليزيا لبولندا والاتحاد السوفيتي في معاهدات السلام التالية. اتفق الحلفاء على تقسيم ألمانيا إلى أربعة مناطق احتلال: منطقة فرنسية في الغرب، ومنطقة بريطانية في شمال الغرب، ومنطقة أمريكية في الجنوب، ومنطقة سوفيتية في الشرق. قُسمت برلين بدورها إلى أربعة مناطق. لم يكن تفكيك ألمانيا هدفًا من وراء تلك التقسيمات، بل كان يُراد بها تحديد مناطق ألمانيا الإدارية فقط.
فرض الحلفاء الأربعة سيادتهم على ألمانيا بأكملها بموجب اتفاقية بوتسدام. انفصلت المناطق الألمانية السابقة الواقعة شرق نهري أودر ونايسه عن السيادة الألمانية في يوليو عام 1945 وانتقلت من سطوة الجيش السوفيتي المحتل إلى إدارة بولندا والاتحاد السوفيتي المدنية. التزم الحلفاء كذلك بالوعود التي قدموها لحكومات تشيكوسلوفاكيا وبولندا، ووافقوا على نقل المواطنين الألمان في بولندا وتشيكوسلوفاكيا والمجر إلى ألمانيا بطريقة إنسانية ومنظمة. طُرد 8 مليون نازح ألماني من تلك الأراضي، واستقروا في النهاية في ألمانيا الغربية. وفي الفترة 1946-1949 اتحدت ثلاثة مناطق من مناطق الاحتلال الأربعة. في البداية اتحدت المنطقتان البريطانية والأمريكية لتشكيل شبه دولةبيزون. وبعدها بوقت قصير انضمت المنطقة الفرنسية لهما لتشكيل ترزيون، بينما تحولت منطقة الاحتلال السوفيتي إلى دولة ألمانيا الشرقية. وفي ذات الوقت أُنشئت ولايات فدرالية جديدة في منطقة الحلفاء بدلًا من ولايات ألمانيا السابقة في عصر ما قبل النازية مثل دولة بروسيا الحرة وجمهورية بادن.
وُصفت دولة النظام النازي في فترة ما بعد الحرب بأنها دولة إجرامية قائمة على أساس غير قانوني، وفاقدة للشرعية منذ بدايتها، بينما وُصفت جمهورية فايمار بأنها دولة فاشلة، وأن هتلر استغل ثغراتها الدستورية والمؤسسية المتأصلة فيها للحصول على سلطة ديكتاتورية غير مشروعة. وبناءً على ذلك، عقب وفاة هتلر في عام 1945 واستسلام القوات الألمانية المسلحة، وُصفت الأجهزة السياسية، والقضائية، والإدارية، والدستورية الخاصة بكلٍ من دولة ألمانيا النازية وجمهورية فايمار بالبائدة. ورغم ذلك أكدت ألمانيا الغربية على استمرارية الدولة الألمانية التي جسدت وحدة الشعب الألماني منذ عهد برلمان فرانكفورت عام 1848، والذي صار مُمثلًا من قبل الرايخ الألماني اعتبارًا من عام 1871 رغم أن تلك الدولة كانت خاملة قبل وقت طويل من 8 مايو 1945.